# 19e étape du Tour d'Espagne 2009

La 19e étape du Tour d'Espagne 2009 s'est déroulée le 18 septembre 2009 entre Ávila et Ségovie sur 179,8 kilomètres. Cette étape est remportée par l'Espagnol Juan José Cobo, qui fut par la suite déclassé en raison d'anomalies dans son passeport biologique. La victoire d'étape n'a pas été officiellement réattribuée. Alejandro Valverde conserve la tête du classement général.

## Classement de l'étape
|     | Coureur            | Pays      | Équipe                | Temps           |
| --- | ------------------ | --------- | --------------------- | --------------- |
| Dsq | Juan José Cobo     | Espagne   | Fuji-Servetto         | 4 h 37 min 35 s |
| 2   | Alejandro Valverde | Espagne   | Caisse d'Épargne      | 4 h 37 min 37 s |
| 3   | Cadel Evans        | Australie | Silence-Lotto         | m.t.            |
| 4   | Samuel Sánchez     | Espagne   | Euskaltel-Euskadi     | m.t.            |
| 5   | Daniel Moreno      | Espagne   | Caisse d'Épargne      | m.t.            |
| 6   | Ezequiel Mosquera  | Espagne   | Xacobeo Galicia       | m.t.            |
| 7   | Paolo Tiralongo    | Italie    | Lampre-NGC            | m.t.            |
| 8   | Ivan Basso         | Italie    | Liquigas              | m.t.            |
| 9   | Manuel Vázquez     | Espagne   | Contentpolis-Ampo     | + 1 min 34 s    |
| 10  | Rémy Di Grégorio   | France    | La Française des jeux | m.t.            |

## Classement général
|     | Coureur            | Pays      | Équipe            | Temps            |
| --- | ------------------ | --------- | ----------------- | ---------------- |
| 1   | Alejandro Valverde | Espagne   | Caisse d'Épargne  | 83 h 34 min 03 s |
| 2   | Samuel Sánchez     | Espagne   | Euskaltel-Euskadi | + 1 min 26 s     |
| 3   | Ivan Basso         | Italie    | Liquigas          | + 1 min 45 s     |
| 4   | Cadel Evans        | Australie | Silence-Lotto     | + 1 min 59 s     |
| 5   | Ezequiel Mosquera  | Espagne   | Xacobeo Galicia   | + 2 min 11 s     |
| 6   | Robert Gesink      | Pays-Bas  | Rabobank          | + 5 min 30 s     |
| 7   | Paolo Tiralongo    | Italie    | Lampre-NGC        | + 6 min 49 s     |
| 8   | Joaquim Rodríguez  | Espagne   | Caisse d'Épargne  | + 7 min 42 s     |
| 9   | Philip Deignan     | Irlande   | Cervélo TestTeam  | + 9 min 37 s     |
| Dsq | Juan José Cobo     | Espagne   | Fuji-Servetto     | + 10 min 40 s    |

## Classements annexes
| Classement par points | Classement par points | Classement par points | Classement par points | Classement par points |
| Rang                  | Cycliste              | Pays                  | Équipe                | Pts                   |
| --------------------- | --------------------- | --------------------- | --------------------- | --------------------- |
|                       | André Greipel         | Allemagne             | Team Columbia-HTC     | 123                   |
| 2                     | Alejandro Valverde    | Espagne               | Caisse d'Épargne      | 102                   |
| 3                     | Cadel Evans           | Australie             | Silence-Lotto         | 83                    |

| Grand Prix de la montagne | Grand Prix de la montagne | Grand Prix de la montagne | Grand Prix de la montagne | Grand Prix de la montagne |
| Rang                      | Cycliste                  | Pays                      | Équipe                    | Pts                       |
| ------------------------- | ------------------------- | ------------------------- | ------------------------- | ------------------------- |
|                           | David Moncoutié           | France                    | Cofidis                   | 186                       |
| 2                         | David de la Fuente        | Espagne                   | Fuji-Servetto             | 99                        |
| 3                         | Julián Sánchez            | Espagne                   | Contentpolis-Ampo         | 73                        |

| Combiné | Combiné            | Combiné | Combiné           | Combiné |
| Rang    | Cycliste           | Pays    | Équipe            | Pts     |
| ------- | ------------------ | ------- | ----------------- | ------- |
|         | Alejandro Valverde | Espagne | Caisse d'Épargne  | 7       |
| 2       | Ezequiel Mosquera  | Espagne | Xacobeo Galicia   | 16      |
| 3       | Samuel Sánchez     | Espagne | Euskaltel-Euskadi | 17      |

| Classement par équipes | Classement par équipes | Classement par équipes | Classement par équipes | Classement par équipes |
| Rang                   | Pays                   | Équipe                 | Temps                  |                        |
| ---------------------- | ---------------------- | ---------------------- | ---------------------- | ---------------------- |
|                        | Xacobeo Galicia        | Espagne                | en 250 h 30 min 58 s   |                        |
| 2                      | Caisse d'Épargne       | Espagne                | + 23 min 13 s          |                        |
| 3                      | Astana                 | Kazakhstan             | + 27 min 25 s          |                        |

## Abandons
- Sergio Domínguez (Contentpolis-Ampo)
- Matteo Tosatto (Quick Step)